# Saproscincus tetradactylus
Saproscincus tetradactylus — вид сцинкоподібних ящірок родини сцинкових (Scincidae). Ендемік Австралії.

## Поширення і екологія
Saproscincus tetradactylus мешкають в прибережних районах на північному сході Квінсленду, від Таунсвілля до Дейнтрі. Вони живуть у вологих рівнинних тропічних лісах.